# SJ Nytt

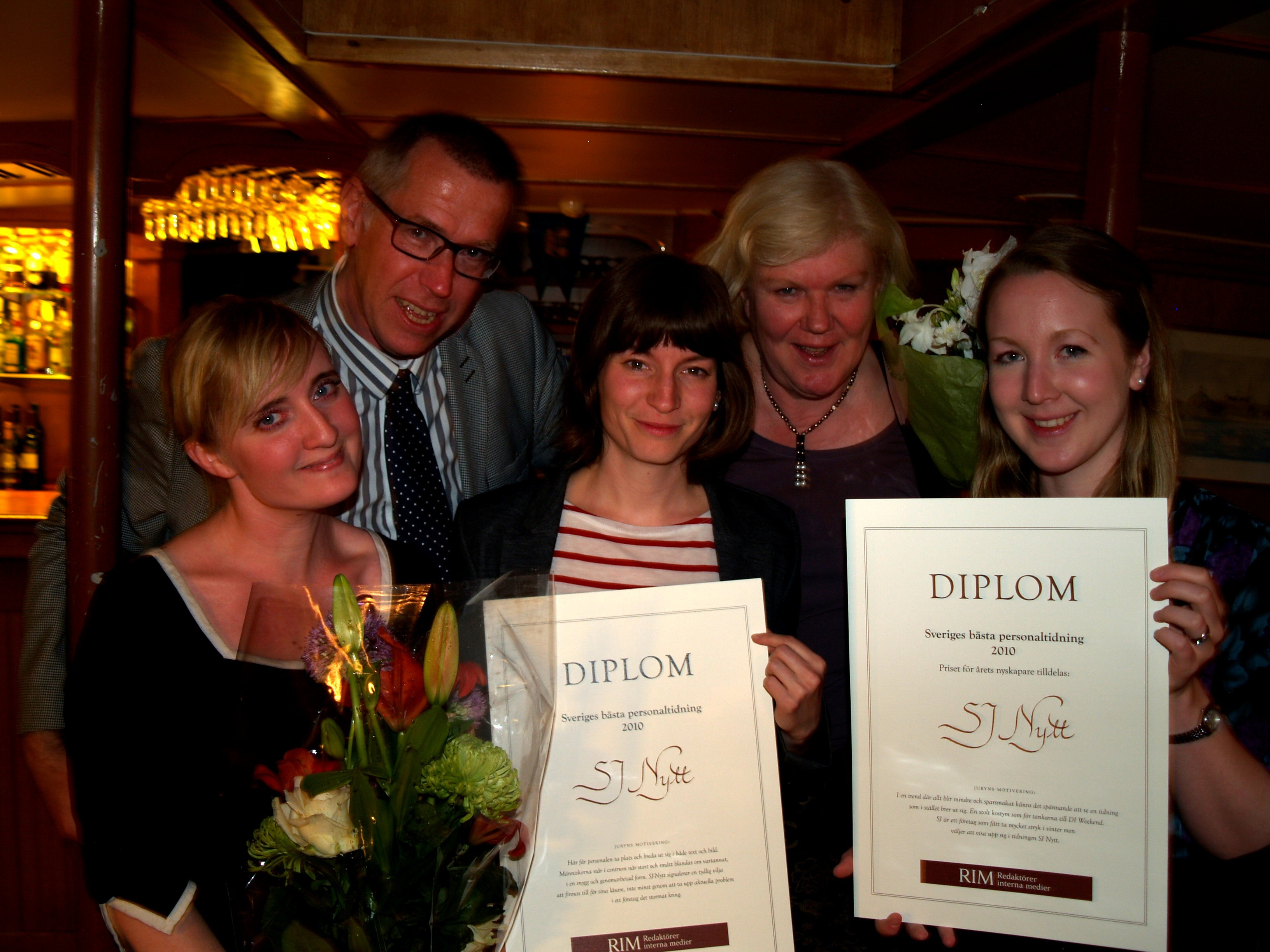
SJ:s personaltidning SJ Nytt utsågs till Sveriges bästa personaltidning 2010. På bilden syns chefredaktören Claes Salomonsson med sin redaktion, från vänster Capri Norrman, Sofia Lundgren, Ylva Tägt och Hanna Axelsson Katzeff.

SJ Nytt var en svensk personaltidning med nyheter och information för personal i SJ. 2010 utsågs tidningen till Sveriges bästa personaltidning och tidningen fick samma år utmärkelsen Årets nyskapare som utsågs av RIM, redaktörer interna medier.
Tidningen lades ned våren 2016.